# Aquilino Pimentel junior

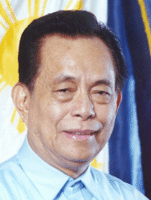
Aquilino Pimentel

Aquilino „Nene“ Quilinging Pimentel, Jr. (* 11. Dezember 1933 in Claveria, Misamis Oriental; † 20. Oktober 2019 in Manila) war ein philippinischer Rechtswissenschaftler, Hochschullehrer und Politiker.

## Biografie

### Jurist und Gegner der Marcos-Diktatur
Nach dem Schulbesuch studierte er Rechtswissenschaft am College of Law der Xavier University – Ateneo de Cagayan und schloss dieses Studium 1959 mit einem Bachelor of Laws (LL.B.) ab. Anschließend war er zwischen 1960 und 1980 als Rechtsanwalt tätig. Daneben war er von 1962 und 1967 Dekan der Juristischen Fakultät der Xavier University.
Seine politische Laufbahn begann er im Juni 1971 mit der Wahl zum Delegierten des Verfassungskonvents, dem er bis September 1972 angehörte. Anschließend nahm er zunächst wieder seine Tätigkeit als Anwalt auf, ehe er 1973 nach der Verhängung des Kriegsrechts durch Präsident Ferdinand Marcos wegen Protests gegen die neue Verfassung erstmals verhaftet wurde und im Militärlager von Camp Crane in Quezon City interniert wurde. Danach war er von 1975 bis 1979 Professor für Rechtswissenschaften am San Beda College. Daneben war er zeitgleich zwischen 1977 und 1979 Professor für Rechtswissenschaften an der Far Eastern University sowie Rechtsberater des Komitees für Recht und Frieden der Katholischen Bischofskonferenz der Philippinen. Dazwischen wurde er 1978 wegen Protesten und Organisation von Demonstrationen und Rebellionen erneut verhaftet und im Militärlager Camp Bicutan in Metro Manila interniert.
Im Juni 1980 wurde er zum Bürgermeister von Cagayan de Oro gewählt. Nachdem er 1982 zunächst abgesetzt wurde, führten unmittelbar darauf begonnene Demonstrationen dazu, dass er wieder in sein Amt eingesetzt wurde und dieses bis Juni 1984 ausübte. 1983 wurde er in den Militärlagern Camp Sergio Osmeña und Camp Sotero Cabahug in Cebu City abermals interniert sowie zeitweise unter Hausarrest gestellt.
Über seine persönlichen Erlebnisse verfasste er später eine Autobiografie unter dem Titel Martial Law in the Philippines: My Story.
1984 erfolgte seine Wahl zum Mitglied des Kongresses (Batasan Pambansa). Als ihm durch das Marcos-Regime das Mandat aberkannt wurde, wurde diese Entscheidung kurz darauf vom Obersten Gerichtshof der Philippinen aufgehoben, so dass er sein Mandat bis 1986 annehmen konnte.

### Minister unter Corazon Aquino und Senator
Nach dem Ende der Diktatur von Ferdinand Marcos im Zuge der People Power Revolution wurde er von Präsidentin Corazon Aquino am 25. März 1986 zum Minister für Kommunalverwaltung (Minister of Local Government) ernannt und behielt dieses Amt bis zum 30. Juni 1987. Während dieser Zeit war er 1987 auch Präsidentenberater sowie Chefunterhändler mit den islamischen Rebellen.
Nach seinem Ausscheiden aus der Regierung wurde er am 30. Juni 1987 Mitglied des Senats und gehörte diesem bis Juni 1992 an. Zwischen 1991 und 1992 war er erstmals Vorsitzender des einflussreichen Ausschusses für öffentliche Rechenschaftspflicht, das sogenannte Blue Ribbon Committee, der sich mit der Aufklärung von Bestechung und Korruption in der Regierung befasst.
1992 kandidierte er für das Amt des Vizepräsidenten, aber erzielte nur 9,9 Prozent der Wählerstimmen als „Running-Mate“ von Jovito Salonga. Bei den Wahlen zum Senat 1995 wurde er um seinen Sieg gebracht, woraufhin er die Wahlbetrüger anzeigte. Der Oberste Gerichtshof entschied erst 2004, dass ihm der Sieg damals zugestanden hätte.
Im Juni 1998 wurde er erneut für eine sechsjährige Amtszeit zum Mitglied des Senats gewählt und gehörte diesem nach einer Wiederwahl im Juni 2004 mit dem drittbesten Stimmergebnis von 80 Kandidaten für zwölf zu wählende Senatsmandate bis Juni 2010 an. Dabei setzte er sich für Wahlreformen sowie die Anklage gegen die kriminellen Hinterleute des Betrugs bei den Wahlen 1995 und 1998 ein. Während der ersten Legislaturperiode war er vom 13. November 2000 bis zum 23. Juli 2001 Senatspräsident. Im Anschluss war er zwischen dem 13. Juli 2001 und 2002 Minderheitsführer (Minority Leader) und damit Sprecher der Opposition. Das Amt des Minderheitsführers übte er abermals zwischen dem 26. Juli 2004 und seinem Ausscheiden aus dem Senat am 30. Juni 2010 aus.
Zuletzt war er von 1998 bis 2010 wieder Vorsitzender des Blue Ribbon Committee.
Für seine politischen und juristischen Dienste wurde er mehrfach ausgezeichnet und erhielt Ehrendoktortitel der Xavier University im Fach Geisteswissenschaften 1993, der University of Baguio im Fach Rechtswissenschaften 2000, der Notre Dame University im Fach Geisteswissenschaften 2001, des Sultan Kudarat Polytechnic State College im Fach Philosophie 2004 sowie der Polytechnic University of the Philippines im Fach Öffentliche Verwaltung 2005.

## Veröffentlichungen
Pimentel war darüber hinaus auch Autor mehrerer juristischer Fachbücher wie:
- The Local Government Code: The Key to National Development. Manila 1993
- The Barangay and the Local Government Code. Manila 1994
- mit Mordino R. Cua: Cooperative Code of the Philippines: Theory, Law and Practice. Quezon City 1994
- Handbook on Cooperatives. Quezon City 1996
- Martial Law in the Philippines: My Story. Manila 2006
- The Making of the Human Security Act of 2007. The Philippine Anti-Terrorism Law. Perception and Reality. 2007
- The Local Government Code Revisited. 2007